# Blodsband (film)
Blodsband (originaltitel Starred Up) är en brittisk film från 2013, regisserad av David Mackenzie och skriven av Jonathan Asser. 
I rollerna finns Jack O'Connell, Ben Mendelsohn, och Rupert Friend. 
Filmen är baserad på Assers erfarenheter, om en man som arbetar som en frivillig terapeut på HM Prison Wandsworth, med några av landets mest våldsamma brottslingar. Filmen kretsar kring 19-årige Eric som kastas in i vuxenfängelsets mörka värld tidigare än de flesta.

## Skådespelare
- Jack O'Connell som Eric Love
- Ben Mendelsohn som Neville Love
- Rupert Friend som Oliver Baumer
- Sam Spruell som Deputy Governor Hayes
- Anthony Welsh som Hassan
- David Ajala som Tyrone
- Peter Ferdinando som Dennis Spencer
- Raphael Sowole som Jago
- Gilly Gilchrist som Principal Officer Scott
- Duncan Airlie James som Officer White
- Gershwyn Eustache Jnr som Des
- Ashley Chin som Ryan
- Tommy McDonnell som Officer Self
- Frederick Schmidt som Officer Gentry
- Sian Breckin som Governor Cardew

## Utmärkelser
| Prisceremoni                        | Datum för ceremonin | Kategori                      | Skådespelare och nomineringar | Resultat  |  |  |  |  |  |
|                                     |                     | Bästa regissör                | David Mackenzie               | Nominerad |  |  |  |  |  |
|                                     |                     | Bästa skådespelare            | Jack O'Connell                | Nominerad |  |  |  |  |  |
|                                     |                     | Bästa manliga roll            | Ben Mendelsohn                | Vann      |  |  |  |  |  |
| British independent film awards     | 8 december 2013     | Bästa manliga roll            | Rupert Friend                 | Nominerad |  |  |  |  |  |
|                                     |                     | Bästa filmmanus               | Jonathan Asser                | Nominerad |  |  |  |  |  |
|                                     |                     | Bästa prestation i produktion |                               | Nominerad |  |  |  |  |  |
|                                     |                     | Bästa tekniska prestation     | Shaheen Baig                  | Nominerad |  |  |  |  |  |
| Dubling international film festival | 22 februari 2014    | Bästa skådespelare            | Jack O'Connell                | Vann      |  |  |  |  |  |
| Irish Film & Television Awards      | 5 april 2014        | Bästa redigering              | Jake Roberts, Nick Emerson    | Nominerad |  |  |  |  |  |
| London Film Festival                | 8 januari 2014      | Bästa film                    |                               | Nominerad |  |  |  |  |  |
| London Film Festival                | 8 januari 2014      | Bästa brittiska nykomling     | Jonathan Asser                | Vann      |  |  |  |  |  |